# Skopin
Skopin (în rusă Скопин) este un oraș în regiunea Reazan, Rusia.

## Personalități născute aici
- Anatoli Novikov (1896 - 1984), compozitor.